# Нові Кодаки
Новий Кодак, Нові Кодаки, Нові Кайдаки — історична місцевість Дніпра, колишнє місто, центр Кодацької паланки Запорозької Січі. Нині житловий масив, мікрорайон  Дніпра. 
Розташована на правому березі Дніпра у прирічковій долині на 10 км вище по Дніпру за центр міста Дніпра, у західній частині міста, на півночі Новокодацького адміністративного району міста.
Історично був важливим місцем перетину Дніпра торговим шляхом з Полтавщини на Січ перед Дніпровськими порогами.

## Історія

### Козацька доба
Уже наприкінці XVI — на початку XVII століття поблизу Нового Кодака концентруються запорізькі козаки з родинами, так звані «гниздюки», які займалися конярством, скотарством і хліборобством. Новий Кодак, можливо був заснований переселенцями з Кодака. Та скоріш за все село вже існувало і згодом на родючих землях Нового Кодаку мешкали будівничі польської фортеці Кодак, а згодом тут були сховища, резерви і городи міста Кодак. Рік заснування містечка можна назвати приблизно 1600–1635 роки. Історик Катеринославської єпархії єпископ Феодосій (Макаревський) уважав, що Новий Кодак з парафіяльною церквою існував уже в 1650 р.
- 1656 року у листі Богдана Хмельницького Новий Кодак згадується як центр, звідки посилали універсали. Відомий історик Аполлон Скальковський стверджував у середині XIX сторіччя, що до 1656 року Запорожжя вже ділилося на 5 паланок, серед яких була й Кодацька, але точної дати появи укріпленого міста Нового Кодака він не називає.

Значення Нового Кодака, як міста перевозу через Дніпро — останнього перед Дніпровими порогами було надзвичайне велике. Майже всі торговці солі, що йшли з Січі, Прогной і Криму до Руського князівства (Гетьманщина) і Московщину. а також подорожні до Дону йшли через Кам'янський перевіз. З іншого берегу містечка було козацьке селище Кам'янка.
З 1734 року, після остаточного переходу запорожців під російський протекторат, значення Нового Кодака в кордонах Запорізьких вільностей поступово збільшується. По відомостях, знов-таки Феодосія (Макаревського), близько 1750 року Новий Кодак іменувався «містом паланочним», тут перебували паланочний полковник, осавул і військова канцелярія Кодацької паланки, соборна церква святителя Миколи із двома священиками. Значення Нового Кодака як центра паланки визначалося його зручним місцем розташування на «битому козацькому шляху», що, природно, залучало промисловців і торговців. Після зруйнування Кодацької фортеці значення Старого Кодаку занепало. Містом Кодак називалися Нові Кодаки, який був центром Кодацької паланки.

### Російська доба (1775-1917 роки)
З початком будівництва Першого Катеринослава на річці Кільчень 1777 року у Новий Кодак переводиться Слов'янське духовне правління (Слов'янськом називали місто Нікополь у яке було перенесено центр зі зруйнованої столиці — Нової Січі).
- У 1776–1783 роках у місті Кодак були повітові установи Саксаганського повіту, що обіймай північну частину Кодацької паланки. У 1783 році Новий Кодак став центром Новокодацького повіту.

- На 1779 рік Новий Кайдак мав велику фортецю з трьома дерев'яними вежами, валами, обгородженими плетеними турами, касарні, пороховий льох та інші військові споруди, дві церкви, православне та єврейське кладовища (отже й синагогу), військову канцелярію, церковне правління, школу, шпиталь. У ньому проводилися три ярмарки на рік, тобто були: ярмарковий майдан, крамниці, шинки, заїжджі двори, різні майстерні, потрібні для обслуговування ярмарку. Звичайно, були майстерні, які працювали і на ринок. Так, за спогадами Микити Коржа, Лазар Глоба мав у Кодаці майстерню, у якій працювало п'ятнадцять кравців. Були млини, винокурні й інші виробництва із переробки сільськогосподарської продукції. Була значна переправа через Дніпро, себто існували пристані, місця для зберігання суден взимку та інше.

Населення на 1779 рік становило десь до 4 тисяч осіб. У то же час у Половиці мешкало десь понад 1,5 тис. осіб. У Лоцкам'янці — близько 500 осіб; а в Старих Кайдаках — десь 1200 осіб.
- 7 і 8 травня 1787 року в місті ще знайшли де розмістити великий почет Катерини II, а будинок священика Кіндрата виявився придатним, навіть, для розташування австрійського імператора Йосипа II. Щодо церковного будівництва, то згідно з наявними свідченнями, усі церкви були дерев'яні. Переважно вони були трикамерні, одно- або триверхі. Є свідчення про добудову церкви Святого Миколая у Новому Кодаці з новим боковим вівтарем.

На 1859 рік Нові Кодаки були державним селом. Тут було 226 подвір'їв, 1 православна церква й мешкало 1724 особи.
Станом на 1886 рік у колишньому власницькому селі Діївської волості Катеринославського повіту Катеринославської губернії мешкало 1800 осіб, налічувалось 251 дворове господарство, існували православна церква й 2 лавки.
За переписом 1897 року кількість мешканців зросла до 2140 осіб (1061 чоловічої статі та 1079 — жіночої), з яких всі — православної віри.

### Радянська доба
До німецько-радянської війни на заході Кодак було зведено ДЕВЗ (засновано 1934 року), продовжилася забудова приватними хатами; на підприємствах на сході й півдні Кодак (металургійний завод Петровського трубопрокатний завод Леніна, коксохімічний завод Калініна та інших) тривала індустралізація з розширенням виробництвах на найпотужньому обладнанню.
У 1923 - 1926 році село Нові Кодаки входило до складу Діївського району, з 1926 року  - до Дніпропетровського. У 1927 році проведено трамвайну лінію з маршрутом №3 проспектом Свободи, що ходив через заводи, площу Островського (сучасна Старомостова площа), проспект Карла Маркса (сучасний проспект Яворницького), вулицю Ширшова (сучасна вулиця Липинського) до Успенського собору. У 1938 році Нові Кодаки приєднано до Дніпропетровська.

### Німецько-радянська війна
У роки німецько-радянської війни у Нових Кодаках діяло радянське комуністичне підпілля. Так у західній частині Нових Кодак на вулиці Успенських Братів, 8 мешкали підпільники Йосип Христофорович та Анна Терентіївна Успенські (розстріляні у 1943 році), діяла явочна квартира підпільного Дніпропетровського обкому КП(б)У й мешкав командир партизанського загону Новомосковського району С.Д. Масалигін (1909-1963) (1940-1942 роки, 1940-1963 роки). На будинку присутня меморіальна дошка.

### Українська незалежна доба (з 1991 року)
У 1995 введена у дію станція метро "Проспект Свободи" у західній частині Нових Кодак.
У 1996 році знесено понад 100 хат для будівництва Кодацького шляху — частини міського обвідного кільця. Того ж року сюди Кодацьким шляхом проведено трамвайну колії з лівої сторони міста на проспект Свободи.
У 1999 році в будівлю середньої школи на Курінній вулиці, 57 було переведено Новокодацький (тоді Ленінський) Районний Відділ Дніпропетровського обласного Управління Внутрішніх Справ.

## Сучасність
Сучасне населення — десь до 15 тисяч осіб. Головна вулиця житлового масиву  — проспект Свободи, є частиною стародавнього шляху з Києва на острів Хортицю. Він проходив через придніпровську частину Таромського, далі йшов по сучасній Доблесній вулиці й Сухачівці, по сучасній Великій Діївській вулиці у Діївці.

### Промисловість
На околиці Нових Кодак розташовані Дніпровський металургійний завод, Дніпровський трубний завод, Дніпровський електровозобудівний завод, Дніпровський завод металоконструкцій, Дніпровський вантажний Новокодацький порт.

### Транспорт
В житловому масиві дві станції метро: Проспект Свободи і Заводська. Чотири маршрути трамвая — 5, 14, 18, 19 єднають Нові Кодаки зі Старомостовою площею (до введення в експлуатацію метрополітену існував трамвай третього маршруту, який колись ходив до Дитячого Світу), районом заводів, залізничним вокзалом, автовокзалом, лівим берегом та Нагірним районом міста. Поблизу Нових Кодаків розташовані вантажна залізнична станція Кайдацька та платформа 184 кілометр, де зупиняються  приміські поїзди.

### Освітні заклади
шкільні заклади:
- Вечірня (змінна) середня загальноосвітня школа № 11 — проспект Свободи, 147
- Навчально-виховний комплекс № 72 «школа І-ІІІ ступенів — дошкільний навчальний заклад (дитячий садок)» — Фортечна вулиця, 42-а
- Середня загальноосвітня школа № 88 — проспект Свободи, 218

дошкільні заклади:
- Дошкільний навчальний заклад (ясла-садок) № 6 «Славний» — вулиця проспект Свободи 82-а
- Дошкільний навчальний заклад (ясла — садок) № 240 комбінованого типу — проспект Свободи 218
- дошкільний навчальний заклад (дитячий садок) НВК № 72 — Фортечна вулиця, 42-а

## Архітектура
Старовинна Свято-Миколаївська церква біля Дніпра. Будинок культури заводу Петровського, Семінарський храм святих Петра і Павла Православної церкви України (раніше — Кафедральний собор Дніпропетровської єпархії УПЦ Київського патріархату) на проспекті Свободи і Кайдацький міст. Станція метро «Проспект Свободи».

## Відомі особи
- Лазар Глоба
- Микита Корж — народився у місті, козацький оповідач
- Халін Володимир Олександрович — старший солдат Збройних сил України, учасник російсько-української війни
- Штогаренко Андрій Якович (1902—1992) — український композитор, педагог, музично-громадський діяч.

## Світлини

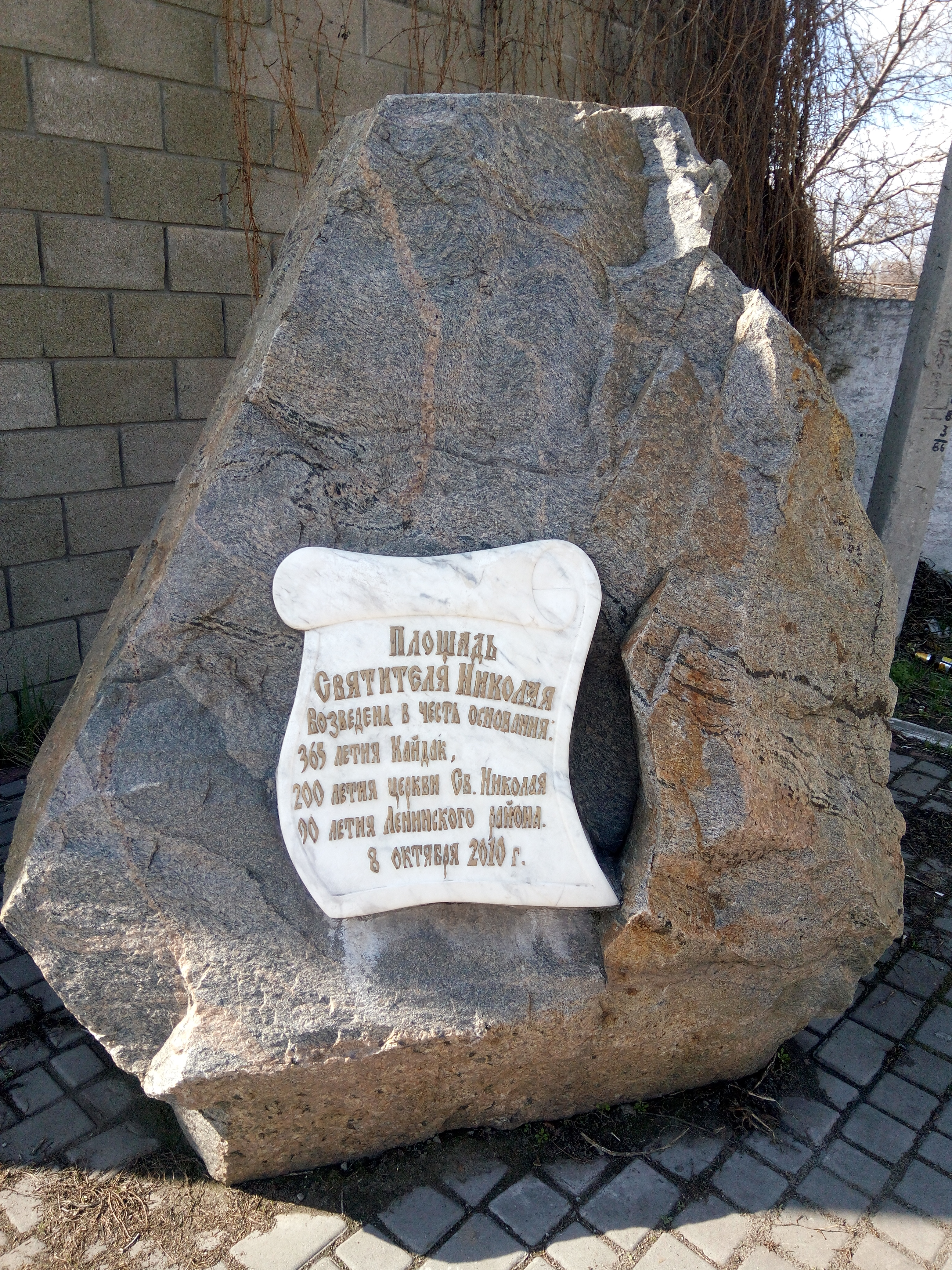
Пам'ятний знак
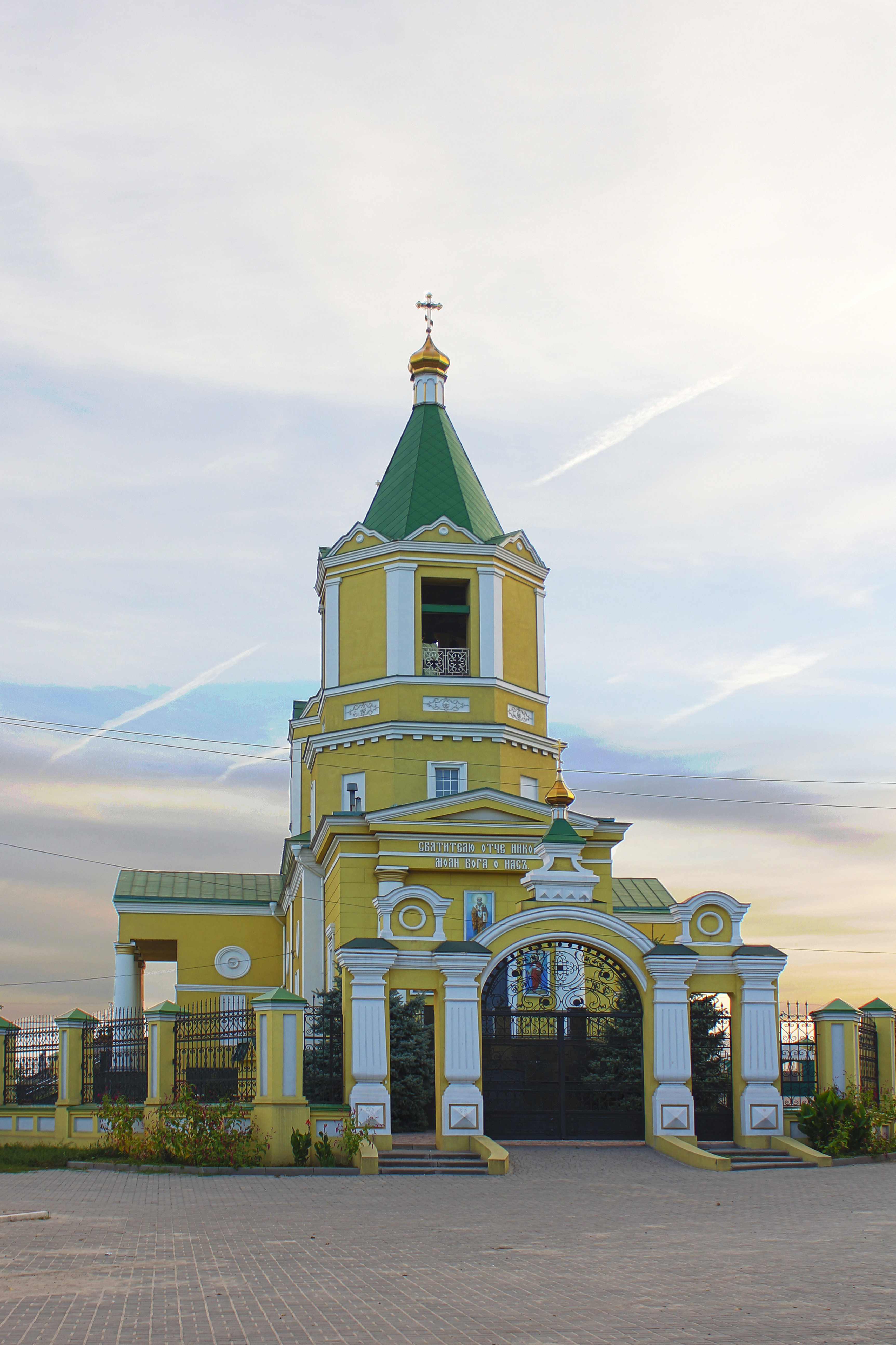
Свято-Миколаївський храм (1810)
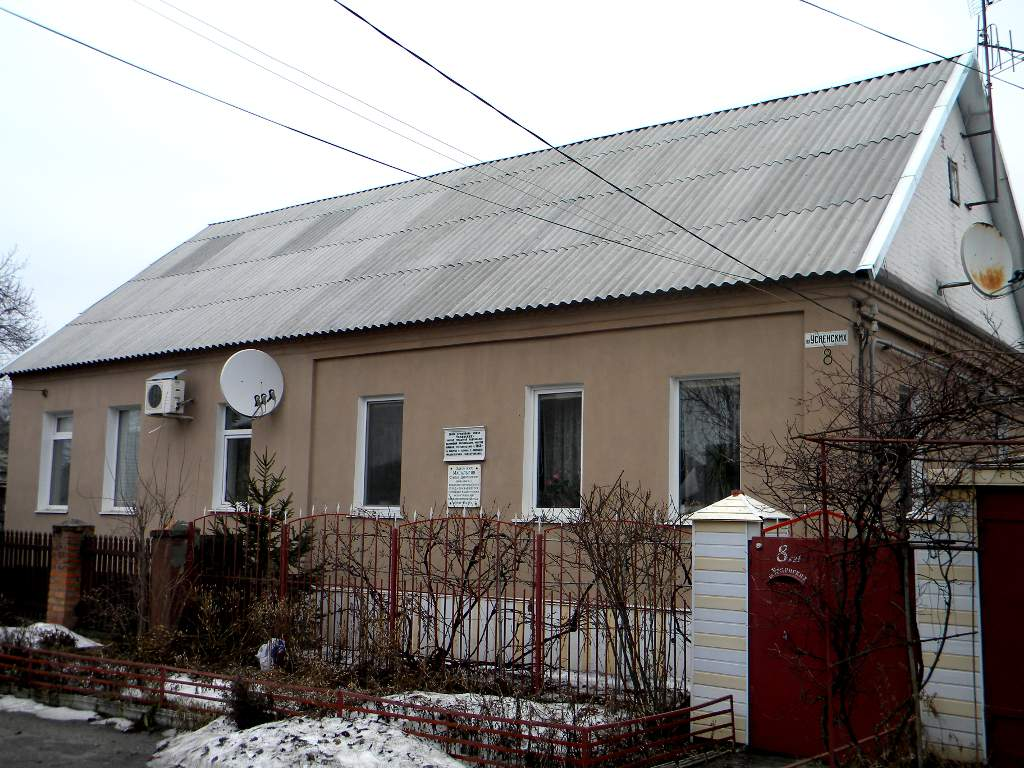
Будинок комуністичних підпільників часів німецько-радянської війни - вулиця Успенських, 8